# Хантавірусний легеневий синдром
Хантавірусний легеневий синдром (ще Хантавірусний кардіопульмональний синдром, англ. Hantavirus pulmonary syndrome, Hantavirus cardio-pulmonary syndrome) — природно-осередкове зоонозне вірусне захворювання, клінічний перебіг якого характеризується гарячкою, двосторонньою інтерстиціальною пневмонією, гострою дихальною недостатністю, респіраторним дистрес-синдромом, гострою серцевою недостатністю та розладами травного тракту.

## Історичні відомості
У травні 1993 року в регіоні Чотири кути (англ. Four Corners) південної-західній частині Сполучених Штатів Америки виник спалах невідомої хвороби з незвичайним клінічним перебігом та високою летальністю. Хвороба характеризувалася гарячкою, що передувала гострій дихальній недостатності та шоку. Лікарі з індіанської служби охорони здоров'я та Центрів контролю та профілактики захворювань (CDC) на чолі з Брюсом Темпестом визначили збудник, що спричинює хворобу, ідентифікували вірус як члена родини Hantavirus. Спочатку збудника названо Four Corners, але назва була змінена на Sin Nombre після скарг корінних американців, що назва Four Corners стигматизує регіон.

## Актуальність
Хантавірусні інфекції зустрічаються у Східній Азії, Латинській Америці та Північній Америці, включаючи Канаду. Проте, хантавірусний легеневий синдром, здається, обмежується Північною та Південною Америкою. Наразі останні спалахи хвороби в Панамі, де від 1 січня до 22 грудня 2018 року зареєстровано 103 випадки хвороби та Аргентині, де упродовж жовтня 2018 — 20 січня 2019 року зафіксовано 29 підтверджених випадків хвороби, з яких 11 закінчилися смертю.
Кліматичні умови Ель-Ніньйо наразі сприяють передачі вірусів з роду Хантавірус, так і їх поширенню в природі. Спочатку вважалося, що хвороба є вкрай смертельною. Сучасний досвід свідчить, що вона має широкий спектр клінічних форм, від легкого перебігу до тяжкого, рівень летальності при якому сягає близько 50 %. Недавні дослідження показали, що безсимптомна інфекція хантавірусом може бути досить поширеною, причому у деяких регіонах серед людей виявляють до 4 % серопозитивності для антихантавірусних антитіл.

## Етіологія
Хантавіруси є РНК-зоонозними вірусами, які зазвичай мають сферичну форму, розміром 70-100 нм у діаметрі, і можуть бути ідентифіковані по характерним включенням і сітковим візерункам при електронній мікроскопії. Вірусний геном складається із трьох фрагментів, із коефіцієнтами седиментації приблизно 32S, 26S і 16S, відповідно. Кожен фрагмент має свою власну функцію кодування наступним чином:
- невеликий фрагмент кодує вірусний нуклеокапсидний білок.
- великий фрагмент кодує вірусну полімеразу.
- середній фрагмент кодує глікопротеїни G1 і G2 оболонки, області яких зберігаються серед хантавірусів, що дозволяє ідентифікувати нові штами шляхом полімеразної ланцюгової реакції зворотної транскриптази (RT-PCR) та імуногістохімії.

Збудники хвороби — види вірусів роду Hantavirus родини Bunyaviridae:
- Sin Nombre virus (США, Канада),
- New York virus (США),
- Black Creek Canal virus (США),
- Bayou virus (США),
- Andes virus (Аргентина),
- Calabazo virus (Центральна Америка)
- ще не названий хантавірус, виділений у Парагваї.

Крім того, у мишоподібних гризунів підродин Sigmodontinae і ArvicoIinae в країнах Американського континенту виділено ще декілька хантавірусів (зокрема, Rockport virus, Oxbow virus, Maripa virus), значення яких у патогенезі захворювань людини поки до кінця не прояснено.

## Епідеміологічні особливості
Природним джерелом та резервуаром вірусів є:
- оленяча миша Peromyscus maniculatus (Sin Nombre virus) — основний резервуар вірусу в західній частині США, заражено до 11-20 % особин у природі,
- білонога миша Peromyscus leucopus (New York virus) — основний резервуар вірусу в північно-східній частині США,
- кактусова миша Peromyscus eremicus (Sin Nombre virus),
- бавовняний щур Sigmodon hispidus (Black Creek Canal virus),
- рисовий щур Oryzomys palustris (Bayou virus),
- довгохвостий карликовий рисовий щур Oligoryzomys longicaudatus (Andes virus),
- собача миша Zygodontomys brevicauda (Calabazo virus)
- вечірня миша Calomys laucha (вірус, виділений у Парагваї).

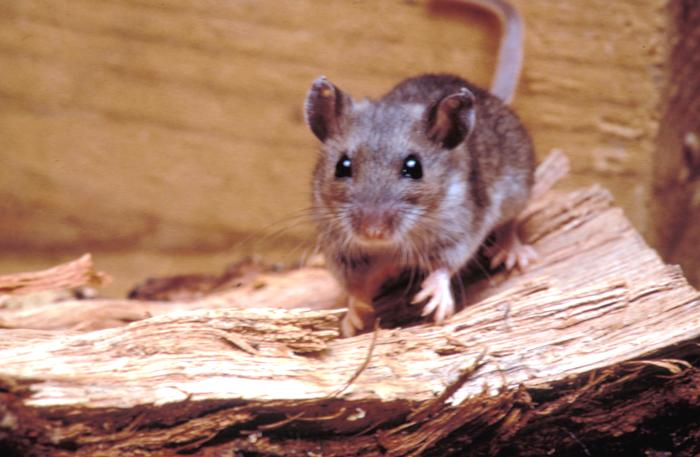
Оленяча миша Peromyscus maniculatus — один з основних резервуарів Sin Nombre virus у США

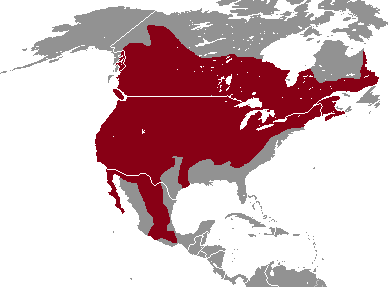
Карта поширення в США та Канаді основного резервуара Sin Nombre virus — оленячої миші Peromyscus maniculatus

Провідним механізмом зараження людини є аерозольний, хоча при цьому не відбувається повноцінної повітряно-крапельної передачі. Від 5 до 20 % гризунів є носіями хантавірусу, активно виділяючи його з сечею, калом і слиною. Вважається, що гризуни є довічними носіями вірусу і не схильні до симптомної інфекції. Зараження людини зазвичай відбувається при потраплянні аерозольних часток відходів гризунів у ротову порожнину, хоча іноді хвороба може бути передана людині в результаті укусу гризуна або прямого контакту слизової оболонки із зараженими екскрементами, тобто реалізується контактний механізм передачі інфекції. Одним з можливих способів зараження є потрапляння відходів життєдіяльності гризунів на відкриті або не до кінця загоєні рани чи порізи. Ризик передачі вірусу істотно підвищується при знаходженні в закритому, погано вентильованому приміщенні. Припускається можливість нозокоміального зараження при контакті з хворою людиною. Хоча прямої передачі від хворої до здорової людини не зафіксовано в природних умовах для більшості хантавірусів, проте для Andes virus це встановлено.
Сприйнятливість до хвороби висока, захворювання частіше реєструються в сільській місцевості серед чоловіків молодого віку, робота яких пов'язана з перебуванням у місцях проживання гризунів (фермери, лісоруби, військовослужбовці та ін.). У США найбільша частота виникнення хвороби фіксується на територіях поблизу річок і озер, а також в Національних парках. Гризуни дуже полюбляють жити в місцях розташування кемпінгів, де вони здатні годуватися
залишками їжі туристів і інтенсивно розмножуватися. Більша частина захворювань реєструється у весняно-літній сезон.

## Патогенез
На початку хвороби розвивається вірусемія, яка обумовлює виникнення загальноінтоксикаційних проявів. Провідним патогенетичним механізмом є генералізоване ураження ендотелію легеневих капілярів внаслідок тропності хантавірусів та імунопатологічних процесів, що призводить до розширення судин і масивного виходу навколо них плазми крові. Пацієнти мають дуже високий рівень вірусемії на початку набряку легенів і потім вірус швидко зникає з плазми, однак, ураження легень зберігається. Це дозволяє припустити, що ендотеліальні клітини безпосередньо не страждають від цитопатичного ефекту хантавірусів. Вірус-специфічні CD8+ Т-клітини сприяють розвитку тяжкого перебігу захворювання. Порушення захисних механізмів ендотеліальних клітин проти цитотоксичних CD8+ Т-клітин може бути механізмом виходу рідини з капілярів. Активне придушення імунних регуляторних T-клітин, ймовірно, бере участь у патогенезі хантавірусного легеневого синдрому. Хантавірусний антиген виявляється в серцевому ендотелії та інтерстиціальних макрофагах за наявності атипового міокардиту. Це підтверджує думку, що структурні зміни також можуть бути причиною ураження міокарда і шоку при хантавірусному легеневому синдромі. Шок, ймовірно, пов'язаний з загостренням імунної відповіді CD8+ Т-клітин, що продукує цитотоксичність у інфікованих ендотеліальних клітинах. Виникнення міокардиту індукується ще й оксидом азоту.
Розвивається прогресуюча гіпоксія, гіповолемічний шок з поліорганною недостатністю. Коли зрідка відбувається ураження нирок, то це виникає через гострий тубулярний некроз, у порівнянні з пошкодженням ниркових трубчастих клітин, що спостерігається при геморагічній гарячці з нирковим синдромом.
Патоморфологічно виявляється двосторонній некардіогенний серозний набряк легень, плевральний випіт, незначно виражена лімфоїдна інфільтрація легеневої тканини. Виражені дистрофічні зміни з'являються майже у всіх системах і органах. Розгорнута стадія характеризується ушкодженням судин із розвитком внутрішньої кровотечі, яка призводить до інтерстиційного пневмоніту (при цьому йде набряк рідини, мононуклеарних клітин і лімфоцитів з поліморфноядерними лейкоцитами), місцевого запалення з відкладенням фібрину і утворенням гіалінових мембран у легеневій тканині. Гіалінові мембрани з'являються разом з проліферацією клітин альвеолярного епітелію типу 2. По мірі прогресування захворювання альвеолярні перегородки стають все більш фіброзними. Висока кількість цитокін-продукуючих клітин знайдена в тканинах легенів і селезінки пацієнтів, що померли. Це результати свідчать про те, що продукція цитокінів може відігравати важливу роль у патогенезі хантавірусного легеневого синдрому. На відміну від гострого респіраторного дистрес-синдрому інших причин, не спостерігається вираженого некрозу, поліморфноядерної інфільтрації лейкоцитів, гіперплазії пневмоцитів типу II або щільної гіалінізації.

## Клінічні ознаки
Інкубаційний період триває по-різному в залежності від збудника, який спричинив хворобу, коливається від 1-4 тижнів. Клінічний перебіг хвороби поділяється на 3 клінічні стадії:
1. продромальну,
2. кардіопульмональну (легеневу),
3. реконвалесценції.

Продромальні прояви нагадують симптоми багатьох вірусних захворювань. Гарячка триває від 3 до 10 днів, характеризується міалгіями (особливо м'язи спини та ніг), загальною слабкістю. Приблизно у половини пацієнтів з'являється біль у животі, що супроводжується нудотою, блюванням і діареєю, головним болем, запамороченням, фарингітом, кон'юнктивітом, сухим кашлем. Оскільки симптоми, які спочатку відносяться до дихальних шляхів, є мінімальними або іноді відсутні, лікар може неправильно зробити висновок, що у хворого є вірусний гастроентерит. Неврологічні ознаки, крім запаморочення, є рідкісними.
Легеневі порушення проявляються в другу стадію і відрізняються різким погіршенням загального стану — посилюється кашель, виникає задишка
з розвитком тяжкої гіпоксемії, легеневої і серцевої недостатності. Ця стадія зазвичай триває всього 24-48 годин, хоча, іноді, й до 7 днів. Більшість смертей відбувається саме під час цієї стадії, часто упродовж 48 годин після перших ознак погіршення. Ураження нирок є рідкістю.
По покращенню легеневих проявів, настанню значного діурезу відбувається реконвалесцентна стадія. Тривалі наслідки хвороби мінімальні.

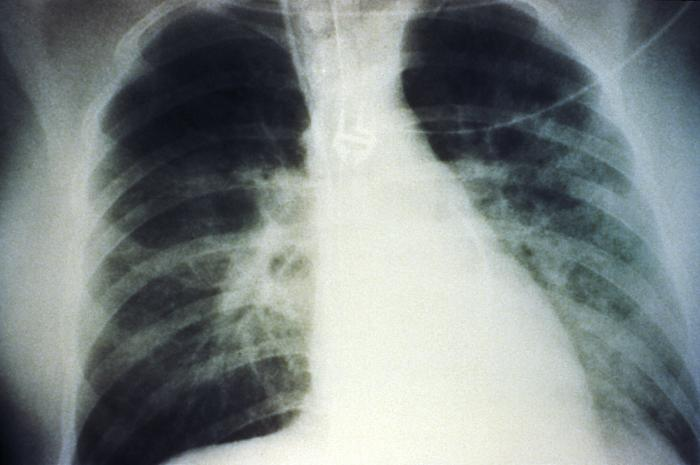
Рентгенологічні зміни в паренхіми легень при хантавірусному легеневому синдромі

## Діагностика

### Клінічна діагностика
Рання діагностика може бути утруднена через схожість проявів початкової стадії з проявами інших вірусних або респіраторних захворювань.
До клінічних критеріїв відносять:
- гарячку, тахікардію і тахіпное;
- гіпотонію, що спостерігається приблизно у третини випадків;
- аускультативне виявлення дифузних хрипів у легенях;
- відсутність висипу.

При хантавірусному легеневому синдромі у пацієнтів на відміну від хворих, у яких є серцевий набряк легенів, немає ритму галопу і кардіомегалії (розширення серця).

### Лабораторна діагностика
Декілька загальнолабораторних тестів є корисними в діагностиці хантавірусного легеневого синдрому:
- тромбоцитопенія відзначається на початку захворювання,
- присутній лейкоцитоз зі зсувом формули крові вліво,
- у мазку з периферичної крові є аномальні лімфоцити і імунобласти,
- рівень гематокриту підвищений через ультрафільтрацію рідини в легенях,
- часткова активація тромбопластинового часу є тривалою,
- невелике підвищення активності аспартатамінотрансферази (АсАТ) і лактатдегідрогенази (ЛДГ).
- за допомогою пульсоксиметра визначається значне зниження сатурації кисню в периферичній крові.

Поєднання тромбоцитопенії, лейкоцитозу, підвищення рівня гематокриту і імунобластів у мазку периферичної крові є чутливою і специфічною ознакою (тетрадою) для діагностики хантавірусного легеневого синдрому. Його слід запідозрити у пацієнта з швидким настанням дихальної недостатності та наявності цієї тетради.

### Специфічна діагностика
З метою специфічної діагностики використовуються імуноферментний аналіз (ІФА) для виявлення специфічних антитіл класів IgM та IgG, та полімеразна ланцюгова реакція (ПЛР) для виявлення РНК вірусу. Для виявлення вірусної РНК у формалін-фіксованих тканинах зі специфічними антитілами використовують імуногістохімічні методики.

## Лікування
Специфічну етіотропну терапію не розроблено. Застосовують патогенетичне лікування, яке спрямоване на боротьбу з інтоксикаційним
синдромом, з легеневою (респіраторна підтримка, екстракорпоральна мембранна оксигенація) та серцево-судинною недостатністю. Сімдесят п'ять відсотків хворих на набряк легенів вимагають штучної вентиляції легень. Продовжуються дослідження потенційної ефективності рибавірину, отримані перспективні результати на тваринах.

## Профілактика
Профілактика ґрунтується на дотриманні декількох правил:
- ретельна особиста гігієна при знаходженні на природі, в місцях проживання гризунів; дотримання захисних заходів при проживанні на природі у наметах; носіння захисного одягу, рукавичок, довгих штанів і сорочок з рукавами; ретельне прибирання сміття після зняття з місця табору (допомагає запобігти розмноженню гризунів у місцях, де знаходяться залишки їжі).
- недопущення лісових гризунів до помешкань людей;
- ретельна обробка овочів і фруктів, термічна обробка продуктів харчування;
- заборона обробляти мертвих гризунів, не вживаючи належних заходів обережності та захисту.

Специфічна профілактика у стадії не розроблена. Наразі не існує широко доступних вакцин проти хантавірусних інфекцій, хоча суперечлива інактивована вакцина проти хантавірусу була використана в Кореї з певним ефектом.

## Цікавий факт
Зважуючи на спільність деяких проявів англійської пітниці, загадкової хвороби XV—XVI століть з невиясненою етіологією, з хантавірусним легеневим синдромом, деякі вчені запропонували невідомий хантавірус як причину цієї хвороби. Критика цієї гіпотези включала аргумент про те, що спалахи хантавірусного легеневого синдрому були відмічені лише в Америці, тоді як англійська пітниця — тільки в Європі. Також тоді як англійська пітниця чітко передавалася від людини до людини, хантавіруси рідко поширюються таким чином. Проте, така можливість передачі від хворої людини була доведена при хантавірусному спалаху в Аргентині.